# Buddy & the Huddle
Buddy & the Huddle ist eine Americana-Band aus Nürnberg und der Oberpfalz, die ihre Alben unter dem Label Glitterhouse Records und dem eigenen Ciclismo Records veröffentlicht.

## Geschichte
Die Band ging überwiegend aus der Formation Bløde Hunde Blues Band hervor, in der Roland Kopp, Michael Ströll, Armin Rothgang und Robert George spielten. Nicht mehr bei Buddy & the Huddle dabei war Karola Riebe.
Die erste Veröffentlichung auf dem eigenen Ciclismo.Rec. Label war 1996 "Music for a Still Undone Movie Maybe Called Suttree". Das Album basiert auf dem Roman "Suttree" (deutscher Titel: Verlorene, Rowohlt Verlag) von Cormac McCarthy. Inspiriert durch die bildreiche Sprache und die detaillierten Beschreibungen der Romanfiguren machten sich die beiden Köpfe der Band, Roland Kopp und Michael Ströll, daran den Hörfilm „Music for a still undone movie maybe called Suttree“ nebst Liveperformance zu produzieren. Das musikalische Spektrum der Band reicht von Alternative-Country, Post-Rock, Bar-Jazz,  und Soundspielereien bis hin zu Swamp Blues und Minimal Music. Eine Mischung, die wahlweise an Tindersticks, Lambchop, Ry Cooder oder auch Tom Waits erinnert.
Bei der Instrumentierung kommen gleichberechtigt zu klassischen Jazzinstrumenten wie Kontrabass oder Vibraphon Holzknüppel und Eisenplatten zum Einsatz, ergänzt durch den Einsatz eines Monochords, diverser Klangobjekte des Hannes Arnold, Dobros, des Banjos, der Mandoline, verschiedener Blasinstrumente, dem Cello und diversen Schlagwerks.
1999 wurde Buddy & the Huddle mit dem „Stern des Jahres“ der Nürnberger Abendzeitung ausgezeichnet. Die Bandmitglieder Kopp und Ströll erhielten im selben Jahr einen Kulturförderpreis der Stadt Nürnberg. 2000 veröffentlichen sie eine musikalische Biografie (wie es Buddy & the Huddle selbst bezeichnen) von Thomas Alva Edison, 2003 wieder die Vertonung eines Romans, dieses Mal "The Lord of the Barnyard" (deutscher Titel Monument für John Kaltenbrunner, erschienen im Suhrkamp Verlag) von Tristan Egolf. 2010 schließlich erneut eine Romanvertonung, dieses Mal "Farrago" (deutscher Titel Das zufällige Leben des Homer Idlewild, Aufbau Verlag) von Yann Apperry.

## Sonstiges
Kopps Sohn Leon ist Schlagzeuger der Brit-Pop-Band the TurningOns, die 2012 ihr Debütalbum im Blue-Beat-Studio von Michael Ströll und Kopp aufnahm.

## Diskografie
- Music for a Still Undone Movie Maybe Called Suttree (LP, 10/1996, Ciclismo 002)
- More Music for a Still Undone Movie Maybe Called Suttree (LP, 10/1997, Ciclismo 003)
- Music for a Still Undone Movie Maybe Called Suttree (enthält Ciclismo 002 + Ciclismo 003; CD, 02/1998, Glitterhouse 439)
- Short Stories About Love, Hate & Other Banalities (LP, 11/1998, Ciclismo 004 und CD, 01/1999, Glitterhouse 452)
- Take a Ride into the Life of Thomas Alva Edison (Doppel-LP, 11/2000, Ciclismo 005 und CD, 11/2000, Glitterhouse 494)
- Monument for John Kaltenbrunner (LP, 10/2003, Ciclismo 006 und CD, 10/2003, Glitterhouse 588)
- How We Spent Our Childhood (LP, 01/2005, Ciclismo 007)
- Farrago (LP, 06/2010, Ciclismo 009 und CD, 04/2011, Beste! Unterhaltung 009)